# Views Along the Rhine
Views Along the Rhine è un cortometraggio muto del 1913. Nei credit del film, un breve documentario prodotto dalla Selig in Germania, non appare né il nome del regista né quello dell'operatore.

## Produzione
Il film fu prodotto dalla Selig Polyscope Company.

## Distribuzione
Distribuito dalla General Film Company, il film - un documentario di 75 metri - uscì nelle sale cinematografiche statunitensi il 7 novembre 1913. Nelle proiezioni, veniva programmato con il sistema dello split reel, accorpato in un'unica bobina con un altro cortometraggio prodotto dalla Selig, la commedia The Schoolmarm's Shooting Match.